# Storting
63e législature (en)
Édifice du Storting
Le Storting (en norvégien : Stortinget, avec l'article défini, signifiant « le grand thing, la grande assemblée ») est l'assemblée législative monocamérale du royaume de Norvège. Il est composé de 169 membres (stortingsrepresentant) élus à la proportionnelle pour un mandat de quatre ans.
Il siège à Oslo et est présidé par Masud Gharahkhani depuis le 25 novembre 2021.

## Fonctions

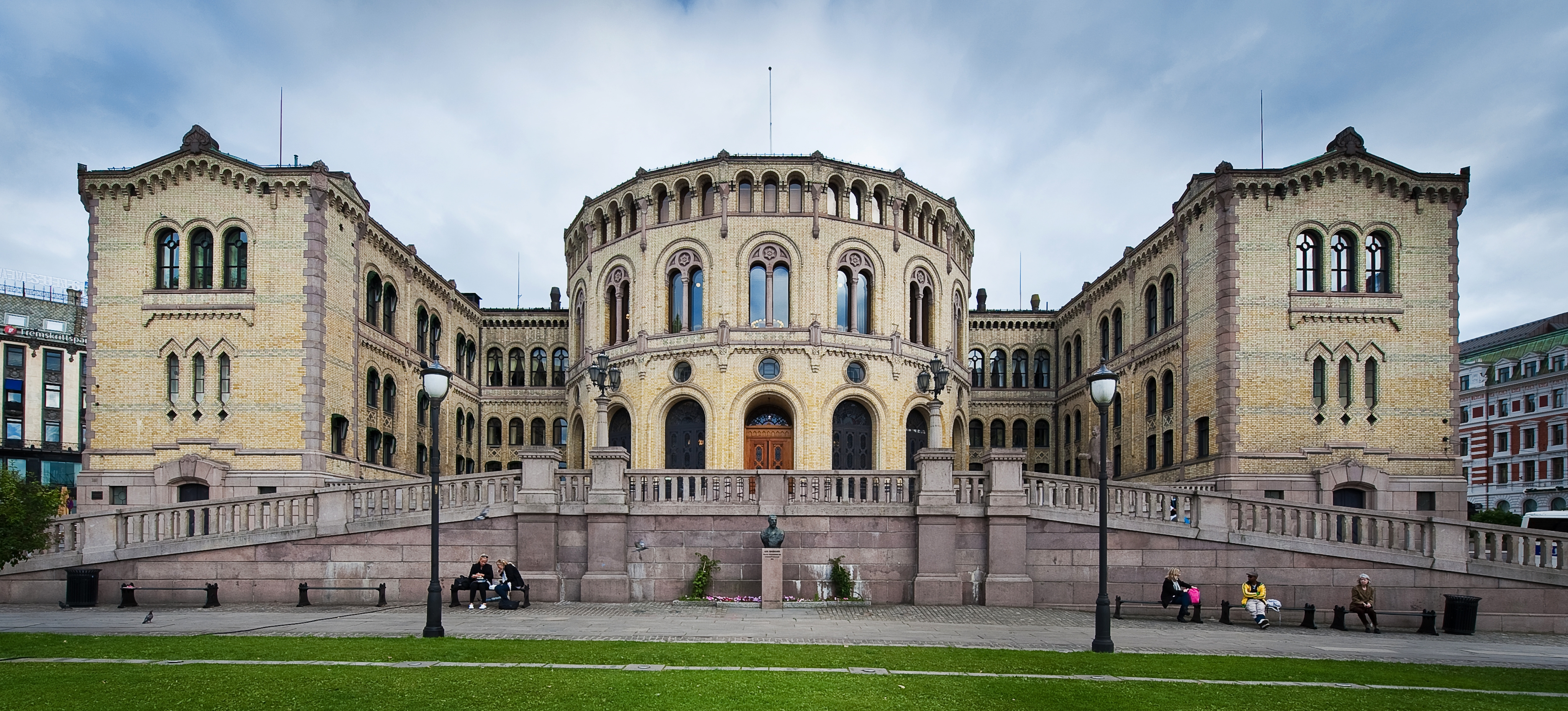
Façade de l'édifice du Storting.

Composé de 169 élus pour un mandat de quatre ans, le Storting exerce le pouvoir législatif et le contrôle de l'action gouvernementale en possédant la particularité de ne pas pouvoir être dissous.
Avant 2009, bien que monocaméral, le Storting se divisait en deux sections pour légiférer. Lors de sa première séance, l'assemblée désignait un quart de ses membres pour composer le Lagting, qui faisait office de chambre haute, et les trois quarts restant formaient l'Odelsting, qui faisait office de chambre basse. Le Lagting et l'Odelsting se réunissaient conjointement ou séparément selon l'ordre du jour.

### Præsidium
Il se compose du président (élu pour un an) et des vice-présidents.

## Système électoral
Le Storting se compose de 169 députés élus pour un mandat de quatre ans selon un mode de scrutin proportionnel plurinominal. Ainsi 150 sièges sont à pourvoir à la proportionnelle, selon la méthode de Sainte-Laguë, dans 19 circonscriptions électorales plurinominales correspondant aux dix-neuf provinces norvégiennes à raison de 3 à 17 sièges par circonscription, auxquels se rajoutent dix-neuf sièges sans circonscription. Ces derniers sièges sont répartis de manière à rapprocher les pourcentages de sièges obtenus par les partis aux résultats du vote populaire, compensant ainsi la distorsion résultant de l'utilisation de circonscriptions. Ce rôle compensatoire est néanmoins restreint aux seuls partis ayant franchi les 4 % des voix au niveau national, provoquant un effet de seuil pour les petits partis.
En accord avec la loi électorale norvégienne, le roi choisit la date de l'élection parmi les lundis d'un mois de septembre. Les municipalités norvégiennes peuvent néanmoins faire commencer le scrutin en avance le dimanche précédent, tant que leurs bureaux de vote sont également ouverts le lundi de l'élection même, exception faite des territoires d'outre-mer. De même, la population a la possibilité de voter de manière anticipée par voie postale jusqu'au vendredi précédant l'élection. Par exemple dans le cas du scrutin du 13 septembre 2021, le vote par anticipation pouvait avoir lieu entre le 10 août et le 10 septembre, et certaines municipalités ont fait commencer le scrutin le 12 septembre. Les élections au Parlement sami de Norvège sont organisées simultanément.
Une réforme électorale votée courant 2020 prévoit l'abaissement à venir du seuil électoral de 4 à 3 %. Liée aux réductions de 428 à 356 du nombre de municipalités et de 19 à 11 du nombre de provinces, appliquées progressivement à partir de 2022, cette réforme ne doit cependant être mise en œuvre qu'à partir des élections suivantes, qui conserveront par ailleurs les limites des 19 anciennes provinces pour la délimitation des circonscriptions plurinominales.
La population norvégienne s'élevant à 5 454 319 habitants (en janvier 2023), chaque parlementaire représente donc en moyenne 32 274 habitants, chiffre inférieur à la France où un parlementaire représente environ 72 000 habitants, Assemblée nationale et Sénat réunis.

### Répartitions des sièges
| Circonscriptions | Sièges | Carte |
| ---------------- | ------ | ----- |
| Østfold          | 9      | Carte |
| Akershus         | 20     | Carte |
| Oslo             | 20     | Carte |
| Hedmark          | 7      | Carte |
| Oppland          | 6      | Carte |
| Buskerud         | 8      | Carte |
| Vestfold         | 7      | Carte |
| Telemark         | 6      | Carte |
| Aust-Agder       | 4      | Carte |
| Vest-Agder       | 6      | Carte |
| Rogaland         | 14     | Carte |
| Hordaland        | 16     | Carte |
| Sogn og Fjordane | 16     | Carte |
| Møre og Romsdal  | 8      | Carte |
| Sør-Trøndelagl   | 8      | Carte |
| Nord-Trøndelag   | 5      | Carte |
| Nordland         | 9      | Carte |
| Troms            | 6      | Carte |
| Finnmark         | 4      | Carte |
| Total            | 150    | Carte |

## Composition
Les dernières élections se sont tenues le 13 septembre 2021, la composition actuelle résulte de celle-ci. Les partis politiques membres du gouvernement sont indiqués en gras.
| Parti | Parti                                      | Idéologie              | Nombre de sièges |
| ----- | ------------------------------------------ | ---------------------- | ---------------- |
|       | Parti travailliste (Ap)                    | Social-démocratie      | 48               |
|       | Parti conservateur (H)                     | Libéral-conservatisme  | 36               |
|       | Parti du centre (Sp)                       | Agrarisme              | 28               |
|       | Parti du progrès (FrP)                     | National-conservatisme | 21               |
|       | Parti socialiste de gauche (SV)            | Anticapitalisme        | 13               |
|       | Rouge (R)                                  | Communisme             | 8                |
|       | Venstre (V)                                | Libéralisme            | 8                |
|       | Parti populaire chrétien (KrF)             | Démocratie chrétienne  | 3                |
|       | Parti de l'environnement - Les Verts (MDG) | Écologisme             | 3                |
|       | Focus patient (PF)                         | Régionalisme           | 1                |
| Total | Total                                      | Total                  | 169              |